# Latschesar Gjumow
Latschesar Gjumow (bulgarisch Лъчезар Гюмов; * 15. August 1986) ist ein ehemaliger bulgarischer Eishockeyspieler, der seit 2015 bei NSA Sofia in der bulgarischen Eishockeyliga spielt.

## Karriere
Latschesar Gjumow entstammt der Nachwuchsabteilung des HK Lewski Sofia. 2002 wechselte er zum Lokalrivalen HK ZSKA Sofia in die bulgarische Eishockeyliga. Nach drei Jahren zog es ihn weiter zum HK Slawia Sofia und 2006 zu Akademik Sofia. Mit Akademik gewann er 2007 sowohl den bulgarischen Landesmeistertitel als auch den nationalen Pokalwettbewerb. Später kehrte er zu Slawia zurück und konnte mit dem bulgarischen Rekordmeister 2011 erneut das Double aus Meisterschaft und Pokalsieg und im Folgejahr noch einmal den Meistertitel erringen, bevor er seine Karriere 2012 vorerst beendete. Seit 2015 spielt er für NSA Sofia wieder in der bulgarischen Liga.

### International
Gmumow spielte im Juniorenbereich mit Bulgarien bei den U18-Weltmeisterschaften 2001, 2002 und 2004 in der Division III und 2003 in der Division II sowie bei den U20-Weltmeisterschaften der Division III 2002, 2004, 2005 und 2006 und der Division II 2003.
Seinen ersten Weltmeisterschaftseinsatz in der bulgarischen Herren-Nationalmannschaft hatte Gjumow 2011 in der Division II, als durch einen 6:0-Erfolg im entscheidenden Spiel gegen Absteiger Irland der Klassenerhalt gesichert wurde. Danach wurde er erst wieder 2016 berücksichtigt. Diesmal mussten die Bulgaren jedoch den Abstieg in die Division III hinnehmen.

## Erfolge und Auszeichnungen
- 2002 Aufstieg in die Division II bei der U18-Weltmeisterschaft der Division III
- 2002 Aufstieg in die Division II bei der U20-Weltmeisterschaft der Division III
- 2007 Bulgarischer Meister und Pokalsieger mit Akademik Sofia
- 2011 Bulgarischer Meister und Pokalsieger mit dem HK Slawia Sofia
- 2012 Bulgarischer Meister mit dem HK Slawia Sofia